# Guam na Mistrzostwach Świata w Lekkoatletyce 2019
Guam na Mistrzostwach Świata w Lekkoatletyce 2019 – reprezentacja Guamu podczas mistrzostw świata w Doha liczyła tylko jednego zawodnika, sprintera Bleu Pereza.

## Skład reprezentacji

### Mężczyźni
| Zawodnik   | Konkurencja   | Preeliminacje | Preeliminacje | Eliminacje | Eliminacje | Półfinał | Półfinał | Finał | Finał   |
| Zawodnik   | Konkurencja   | Wynik         | Pozycja       | Wynik      | Pozycja    | Wynik    | Pozycja  | Wynik | Pozycja |
| ---------- | ------------- | ------------- | ------------- | ---------- | ---------- | -------- | -------- | ----- | ------- |
| Bleu Perez | Bieg na 100 m | 11,48 s       | 22.           | NQ         | NQ         | NQ       | NQ       | NQ    | NQ      |